# Eccellenza Emilia-Romagna 1991-1992
Il campionato italiano di calcio di Eccellenza regionale 1991-1992 è stato il primo organizzato in Italia. Rappresenta il sesto livello del calcio italiano.
Questi sono i gironi organizzati dal Comitato Regionale Emilia-Romagna.

## Girone A

### Squadre partecipanti
| Squadra                  | Città (provincia)        |
| ------------------------ | ------------------------ |
| A.S. Castellana          | Castel Goffredo (MN)     |
| A.C. Castellarano        | Castellarano (RE)        |
| A.C. Casumaro            | Casumaro (FE)            |
| A.C. Colorno             | Colorno (PR)             |
| U.S. Correggese          | Correggio (RE)           |
| U.S. Fabbrico            | Fabbrico (RE)            |
| A.C. Fidenza             | Fidenza (PR)             |
| F.C. Finale              | Finale Emilia (MO)       |
| Pol. Lentigione          | Brescello (RE)           |
| U.S. Porto Mantovano     | Porto Mantovano (MN)     |
| A.S. Sammartinese        | San Martino in Rio (RE)  |
| A.S. Termolan Bibbiano   | Bibbiano (RE)            |
| U.C. Viadana             | Viadana (MN)             |
| Pol. Virtus Castelfranco | Castelfranco Emilia (MO) |
| A.S. Vis San Prospero    | San Prospero (MO)        |
| A.S. Voltese             | Volta Mantovana (MN)     |

### Classifica finale
|  | Pos. | Squadra             | Pt | G  | V  | N  | P  | GF | GS | DR  |
|  | ---- | ------------------- | -- | -- | -- | -- | -- | -- | -- | --- |
|  | 1.   | Fidenza             | 41 | 30 | 17 | 7  | 6  | 47 | 28 | +19 |
|  | 2.   | Virtus Castelfranco | 37 | 30 | 12 | 13 | 5  | 37 | 25 | +12 |
|  | 3.   | Casumaro            | 35 | 30 | 13 | 9  | 8  | 50 | 36 | +14 |
|  | 4.   | Finale              | 34 | 30 | 10 | 14 | 6  | 46 | 32 | +14 |
|  | 5.   | Colorno             | 33 | 30 | 10 | 13 | 7  | 33 | 25 | +8  |
|  | 6.   | Voltese             | 32 | 30 | 10 | 12 | 8  | 32 | 27 | +5  |
|  | 7.   | Vis San Prospero    | 32 | 30 | 8  | 16 | 6  | 25 | 26 | -1  |
|  | 8.   | Termolan Bibbiano   | 31 | 30 | 9  | 13 | 8  | 29 | 23 | +6  |
|  | 9.   | Viadana             | 31 | 30 | 9  | 13 | 8  | 31 | 26 | +5  |
|  | 10.  | Castellarano        | 31 | 30 | 9  | 13 | 8  | 36 | 33 | +3  |
|  | 11.  | Correggese          | 31 | 30 | 9  | 13 | 8  | 25 | 22 | +3  |
|  | 12.  | Fabbrico            | 31 | 30 | 11 | 9  | 10 | 33 | 32 | +1  |
|  | 13.  | Sammartinese        | 30 | 30 | 6  | 18 | 6  | 28 | 27 | +1  |
|  | 14.  | Porto Mantovano     | 30 | 30 | 8  | 14 | 8  | 33 | 35 | -2  |
|  | 15.  | Lentigione          | 14 | 30 | 3  | 8  | 19 | 21 | 58 | -37 |
|  | 16.  | Castellana          | 7  | 30 | 0  | 7  | 23 | 18 | 69 | -51 |

### Spareggi

#### Spareggio salvezza
| Squadra 1    | Risultato | Squadra 2       |
| ------------ | --------- | --------------- |
| Sammartinese | 3 - 1     | Porto Mantovano |

| Guastalla ??? 1992 | Sammartinese | 3 – 1 | Porto Mantovano |  |

### Verdetti finali
- Fidenza promossa al C.N.D..
- Porto Mantovano , Lentigione e Castellana retrocedono in Promozione.

## Girone B

### Squadre partecipanti
| Squadra                   | Città (provincia)                      |
| ------------------------- | -------------------------------------- |
| S.P. Argentana            | Argenta (FE)                           |
| Calcio Castrocaro TDS     | Castrocaro Terme e Terra del Sole (FC) |
| A.C. Cattolica            | Cattolica (RN)                         |
| A.C. Cervia               | Cervia (RA)                            |
| U.S. Corticella           | Bologna (BO)                           |
| A.C. Cocif Longiano       | Longiano (FC)                          |
| A.C. Masi Torello         | Masi Torello (FE)                      |
| A.C. Massalombarda        | Massa Lombarda (RA)                    |
| S.C. Medicina             | Medicina (Italia) (BO)                 |
| Pol. Molinella            | Molinella (BO)                         |
| U.S. Ostellato            | Ostellato (FE)                         |
| U.P. Pianorese            | Pianoro (BO)                           |
| S.S. Sampierana           | San Piero in Bagno (FC)                |
| A.S. Santarcangiolese     | Santarcangelo di Romagna (RN)          |
| S.S. Savignanese          | Savignano sul Rubicone (FC)            |
| A.C. Tropical Ospedaletto | Coriano (RN)                           |

### Classifica finale
|  | Pos. | Squadra                  | Pt | G  | V  | N  | P  | GF | GS | DR  |
|  | ---- | ------------------------ | -- | -- | -- | -- | -- | -- | -- | --- |
|  | 1.   | Argentana                | 43 | 30 | 14 | 15 | 1  | 47 | 22 | +25 |
|  | 2.   | Sampierana               | 43 | 30 | 15 | 13 | 2  | 39 | 16 | +23 |
|  | 3.   | Cervia                   | 38 | 30 | 13 | 12 | 5  | 39 | 19 | +20 |
|  | 4.   | Calcio Castrocaro T.D.S. | 36 | 30 | 11 | 14 | 5  | 31 | 25 | +6  |
|  | 5.   | Pianorese                | 32 | 30 | 10 | 12 | 8  | 29 | 23 | +6  |
|  | 6.   | Savignanese              | 31 | 30 | 11 | 9  | 10 | 35 | 31 | +4  |
|  | 7.   | Cattolica                | 30 | 30 | 10 | 10 | 10 | 36 | 30 | +6  |
|  | 8.   | Corticella               | 29 | 30 | 6  | 17 | 7  | 33 | 32 | +1  |
|  | 9.   | Santarcangiolese         | 29 | 30 | 8  | 13 | 9  | 22 | 24 | -2  |
|  | 10.  | Massalombarda            | 29 | 30 | 7  | 15 | 8  | 21 | 30 | -9  |
|  | 11.  | Ostellato                | 26 | 30 | 9  | 8  | 13 | 35 | 43 | -8  |
|  | 12.  | Molinella                | 25 | 30 | 6  | 13 | 11 | 34 | 42 | -8  |
|  | 13.  | Masi Torello             | 24 | 30 | 6  | 12 | 12 | 28 | 40 | -12 |
|  | 14.  | Tropical Ospedaletto     | 24 | 30 | 8  | 8  | 14 | 28 | 40 | -12 |
|  | 15.  | Cocif Longiano           | 24 | 30 | 8  | 8  | 14 | 30 | 46 | -16 |
|  | 16.  | Medicina                 | 17 | 30 | 2  | 13 | 15 | 20 | 44 | -24 |

### Spareggi

#### Spareggio promozione
| Squadra 1 | Risultato | Squadra 2  |
| --------- | --------- | ---------- |
| Argentana | 3 - 1     | Sampierana |

| ??? 1992 | Argentana | 3 – 1 | Sampierana |  |

#### Spareggio salvezza
| Squadra 1    | Risultato | Squadra 2            |
| ------------ | --------- | -------------------- |
| Masi Torello | 3 - 0     | Tropical Ospedaletto |

| ??? 1992 | Masi Torello | 3 – 0 | Tropical Ospedaletto |  |

### Verdetti finali
- Argentana promossa al C.N.D.
- Tropical Ospedaletto (perdente spareggio con il Masi Torello), Cocif Longiano e Medicina retrocedono in Promozione.